# David Buddo
David Buddo (23 de agosto de 1853 - 8 de dezembro de 1937) foi um político neozelandês.

## Vida
Buddo nasceu em Edimburgo, Escócia, em 1853. O pai dele era cirurgião do serviço civil indiano. Ele cresceu em um ambiente rural. Tornou-se engenheiro em Perth, Escócia e veio para a Nova Zelândia em 1874 ou 1877